# Sokrovišče pogibšego korablja
Sokrovišče pogibšego korablja (Сокровище погибшего корабля) è un film del 1935 diretto da Vladimir Aleksandrovič Braun.